# Nakayama Miki
Pour les articles homonymes, voir Nakayama (homonymie).
Nakayama Miki (中山みき), 18 avril 1798 – 26 janvier 1887, est la fondatrice de la religion tenrikyō. 

## Biographie
L'hagiographie tenrikyō indique qu'elle était une sainte femme née (en 1798) d'une famille de paysans riches dans ce qui est aujourd'hui la préfecture de Nara. Très pieuse, elle voulait devenir moniale bouddhiste mais, elle est contrainte de se marier à 13 ans. Ce mariage difficile est avec un certain Nakayama Zenbei, qui par exemple aura comme maîtresse la servante de la maison. Elle le supporte avec ce que les adeptes du tenrikyō considèrent comme une patience et une vertu admirables.
Selon les écritures tenrikyō, c'est en 1838, à l'âge de 40 ans, qu'elle devient le medium d'un Dieu (cette religion est monothéiste) après avoir pris part à une cérémonie shugendō d'exorcisme. Au cours de la cérémonie, elle entend une voix qui affirme : « Je suis le Dieu d'origine, le Dieu vrai et authentique. Mon destin me conduit en cette demeure. Je descends maintenant sur terre pour sauver le genre humain. Je souhaite recevoir Miki comme le sanctuaire de Dieu »,,,.
Elle a déclaré que le nom de ce Dieu était Tenri-Ō-no-Mikoto mais elle se référait également à lui comme Tsuki-Hi (littéralement « Lune-Soleil », ce qui suggère une unité cosmique) et, comme le font encore les adeptes du tenrikyō, « Dieu le parent » (Oyagamisama). Après la mort de son mari, en 1853, elle affirme posséder des pouvoirs prophétiques, lui permettant ainsi qu'à sa fille (Kokan) de mener à bien la mission qui leur a été donnée. Elles choisissent une vie de pauvreté, donnant tout ce qu'elles peuvent aux moins fortunés et fondent une nouvelle religion.
De 1866 à 1882, Nakayama Miki transcrit ce qu'elle juge être les révélations de « Dieu le parent », se considérant comme son porte-parole et son sanctuaire, dans l’Ofudesaki (en). Elle encourage une vie de charité et de pauvreté, dans l'attente d'une vie joyeuse et heureuse. Elle a été persécutée et emprisonnée à plusieurs reprises sur l'initiative de prêtres shintoïstes et de sectes bouddhistes. 
Les interprétations profanes de sa vie et de son enseignement suggèrent qu'elle a puisé son inspiration dans un amalgame du bouddhisme, du shinto et de la tradition yamabushi. Le tenrikyō, tout en insistant sur le fait que son enseignement était totalement original et révélé, consacre un département de l'Université Tenri à l'étude laïque des religions de l'époque d'Oyasama, y compris les chrétiens japonais pré-Meiji. La période où cette nouvelle religion a été lancée correspond à la fin de l'Époque d'Edo et au début de l'ère Meiji, où le  shinto prend le pas sur le bouddhisme et devient la religion d'État de l'empire du Japon : le Kokka shinto (国家神道, shinto d'État). L’ère Meiji se caractérise par un basculement du système féodal traditionnel vers un système industriel à l'occidentale. La vie et les idées religieuses de Nakayama Miki ne vont pas dans le sens d'une telle « modernisation ». De nombreuses religions se sont créées au Japon dans cette période, mais la religion tenrikyō est l'une des plus importantes et la seule à avoir été fondée par une femme.